# Леонтовичеве
Леонто́вичеве — село в Україні, у Рівнянській сільській громаді Новоукраїнського району Кіровоградської області. Населення становить 128 осіб.

## Постаті
Уродженцем села є Карнаух Віктор Вікторович (1979—2014) — прапорщик Збройних сил України, учасник російсько-української війни.

## Населення
Згідно з переписом УРСР 1989 року чисельність наявного населення села становила 151 особа, з яких 66 чоловіків та 85 жінок.
За переписом населення України 2001 року в селі мешкало 128 осіб.

### Мова
Розподіл населення за рідною мовою за даними перепису 2001 року:
| Мова       | Відсоток |
| ---------- | -------- |
| українська | 96,09 %  |
| російська  | 1,56 %   |
| білоруська | 0,78 %   |
| молдовська | 0,78 %   |
| інші       | 0,79 %   |